# Mount Liamuiga
Mount Liamuiga (dawniej Mount Misery) – stratowulkan na wyspie Saint Kitts, należącej do Saint Kitts i Nevis. 
Najwyższy szczyt wyspy oraz całego państwa. Grzbiet wraz z kulminacją otacza pogórze złożone z grubego płaszcza popiołów wulkanicznych z wykształconą od góry warstwą żyznych gleb. Płaszcz przecinają liczne, głębokie jary nazywane miejscowo gats lub guts.